# سفرهای میتی‌کومان
میتو کومون (به ژاپنی: まんが水戸黄門 Manga Mitokōmon) که در ایران با نام سفرهای میتی‌کومان شناخته می‌شود، یک پویانمایی ژاپنی است که توسط شرکت کناک (سازندهٔ پسر شجاع و مسافر کوچولو) ساخته شد. این پویانمایی سال‌ها با دوبلهٔ فارسی از شبکهٔ ۲ سیمای جمهوری اسلامی ایران پخش می‌شد.

## پیشینهٔ تاریخی

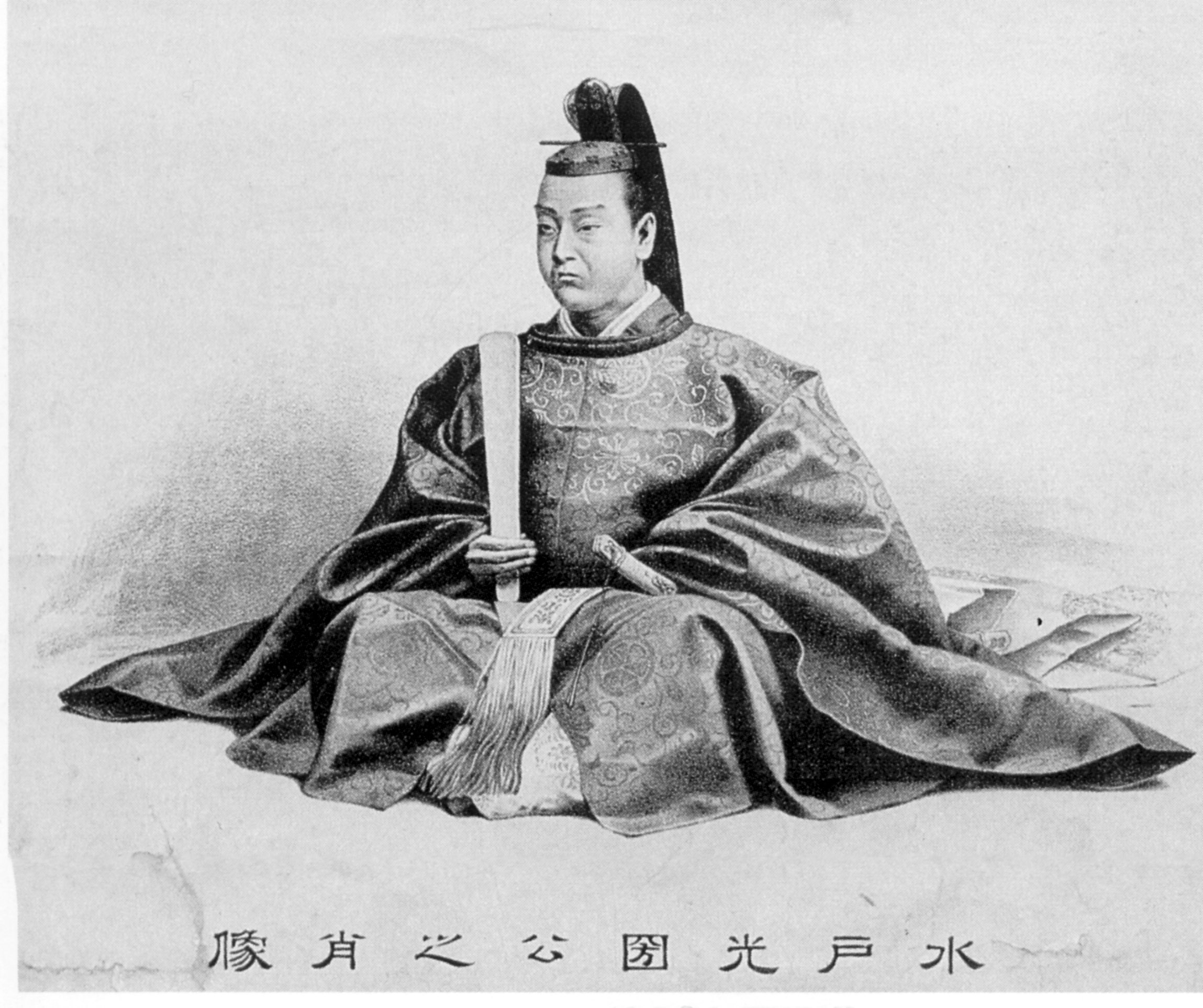
توکوگاوا میتسوکونی

پویانمایی میتو کومون بر اساس زندگی توکوگاوا میتسوکونی (۱۶۲۸–۱۷۰۱) ملقب به «میتوکومون» (به ژاپنی: 水戸黄門، تلفظ: Mito Kōmon) ساخته شده‌است. وی یکی از شخصیت‌های محبوب تاریخ ژاپن است و از او به عنوان فردی شوخ‌طبع و خوش‌مشرب، و یک پزشک و غذاشناس خبره یاد شده‌است. میتسوکونی سومین پسر توکوگاوا یوریفوسا، یازدهمین پسر توکوگاوا ایه‌یاسو اولین شوگون خاندان توکوگاوا و آغازگر دوره تاریخی اِدو در ابتدای قرن هفدهم میلادی در ژاپن بود. او در دوره اِدو و زمان حکومت شوگون توکوگاوا ایه‌میتسو، ۳۰ سال حاکم شهر میتو بود و به دلیل داشتن صداقت و عدالت و همچنین مورد اعتماد بودن از طرف حاکم بزرگ یکی از افرادی بود که برای نظارت بر کار حاکمان نواحی فرستاده می‌شد. میتو کومون در سفرهایش دو محافظ به نام‌های ساساکی سوکه سومابورو و آتسومی کاکونوشین (کاکوسان) را به همراه داشت؛ بنابراین شخصیت‌های تسوکه (ساساکی سوکه سومابورو) و «کایکو» (آتسومی کاکونوشین (کاکوسان)) در این فیلم وجود تاریخی داشته‌اند، اما سه‌گارو (نام اصلی در پویانمایی: سوته مارو) و «زُمبه» (نام اصلی در پویانمایی: دُنبی) خیالی هستند. در ادامهٔ سفرهای این گروه یک بانوی اشرافی به نام خانم کوتو (اُکوتو) و دخترک شجاعی به نام ناتسو (اُناتسو) نیز به آن‌ها می‌پیوندند.

## شخصیت‌ها
- میتو کومون: «مأمور مخصوص حاکم بزرگ» پسرعموی شوگون (سپهسالار کل ژاپن) که به عنوان یک بازرس مخفی عادل و خردمند، با هویتی ساختگی برای سرکشی به عملکرد حاکمان استانهای مختلف می‌رود.[۱]
- داداش کایکو (کاکوسان): محافظ مخصوص میتو کومون که مهربان و تنومند است[۱] و با بستن «دستمال قدرت» نیروی ویژه‌ای می‌یابد.[۲]
- تسوکه (سوکه): محافظ مخصوص میتو کومون که فردی کم حرف و جدی و سامورای چیره‌دستی است.[۱] در پایان هر قسمت او «علامت مأمور مخصوص حاکم بزرگ» (اینرو) که نشان خاندان توکوگاوا، گل ختمی سه برگ بر آن حک شده‌است را نشان دوست و دشمن می‌دهد.[۲]
- سه‌گارو (سوته مارو): پسری بازیگوش ولی بی‌باک که گروه میتو کومون را همراهی می‌کند.[۱]
- زُمبه (دُنبی): سگ تنبل و باوفای سه گارو[۱]

## صداپیشگان
- سرپرست گویندگان: غلام‌علی افشاریه
- میتی کومون: جواد پزشکیان
- تسوکه: محمد عبادی
- کایکو: حسین باغی / ناصر نظامی
- سه‌گارو: شوکت حجت
- خواهر کوتو: مهین برزویی
- اُناتسو: فریبا شاهین مقدم
- زُمبه: اردشیر منظم
- سایر نقش‌ها: داریوش کاردان، غلام‌علی افشاریه، حمید منوچهری، حسین حاتمی، سعید مقدم‌منش، نرگس فولادوند، مهتاب تقوی، شهروز ملک‌آرایی، مهدی آرین‌نژاد، عزت‌الله گودرزی، داوود باقری، کیکاووس یاکیده، علی‌اکبر هرانر، مرتضی احمدی، احمد آقالو، تورج نصر، اکبر میرطاهری، علی‌اصغر رضایی نیک، پرویز ربیعی، ناصر احمدی، حسین خدادادبیگی، رزیتا یاراحمدی، پری هاشمی